# Caminito del Rey
Le Caminito del Rey (Petit Chemin du Roi, parfois raccourci en Camino del Rey ou Chemin du Roi) est une randonnée sur une passerelle aménagée le long d'une paroi escarpée du Desfiladero de los Gaitanes dans le parc naturel de Los Ardales, dans le sud de l'Espagne. Situé à flanc de falaise, dans les gorges d'El Chorro, où coule la rivière Guadalhorce, ce chemin a été construit entre 1901 et 1905, pour les besoins de la construction de deux barrages hydroélectriques.
Le chemin fait trois kilomètres de long pour 1 mètre de large. Il est creusé dans la roche, ou constitué de plaques de béton armé, soutenues par des rails et fixées à flanc de falaise. Il surplombe la rivière d'une bonne centaine de mètres par endroits.

## Histoire

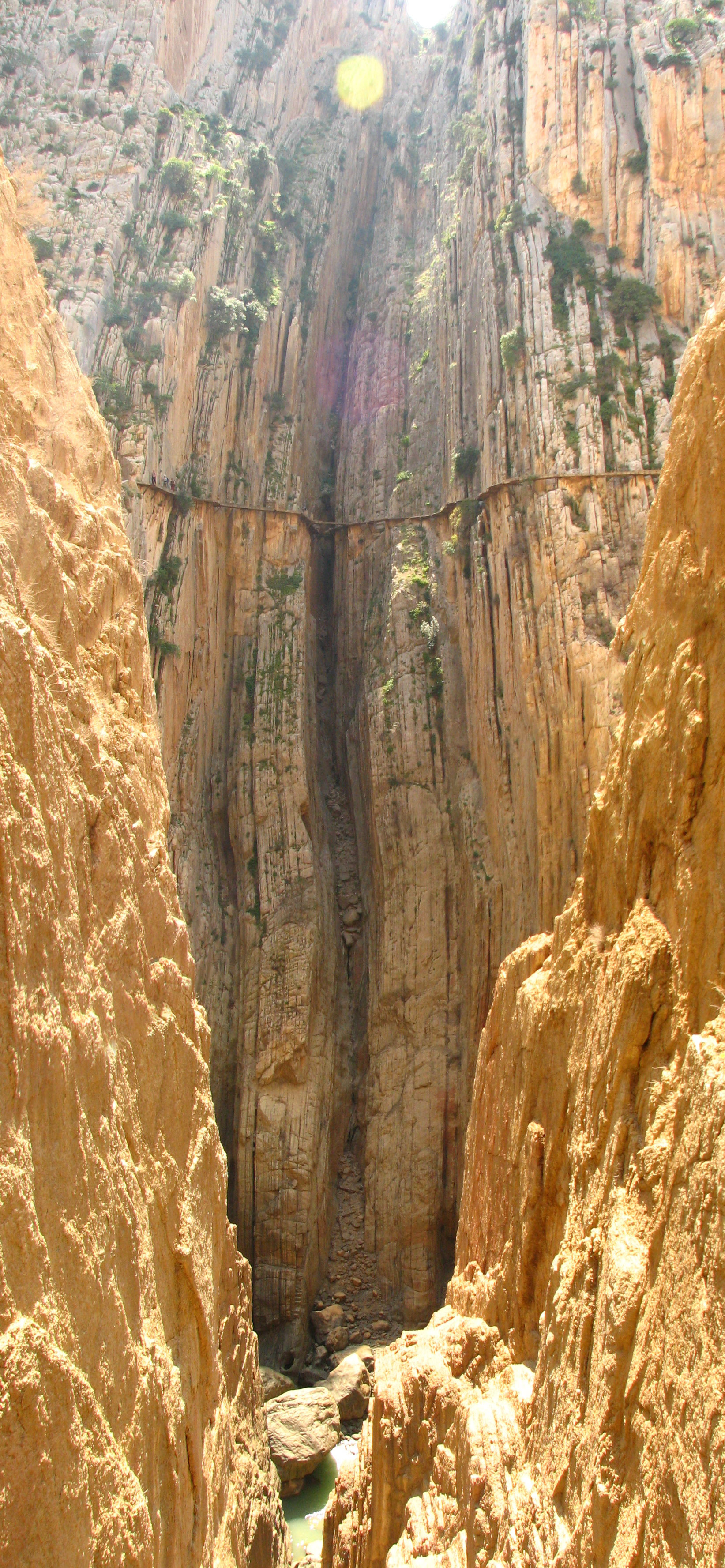
Caminito del Rey

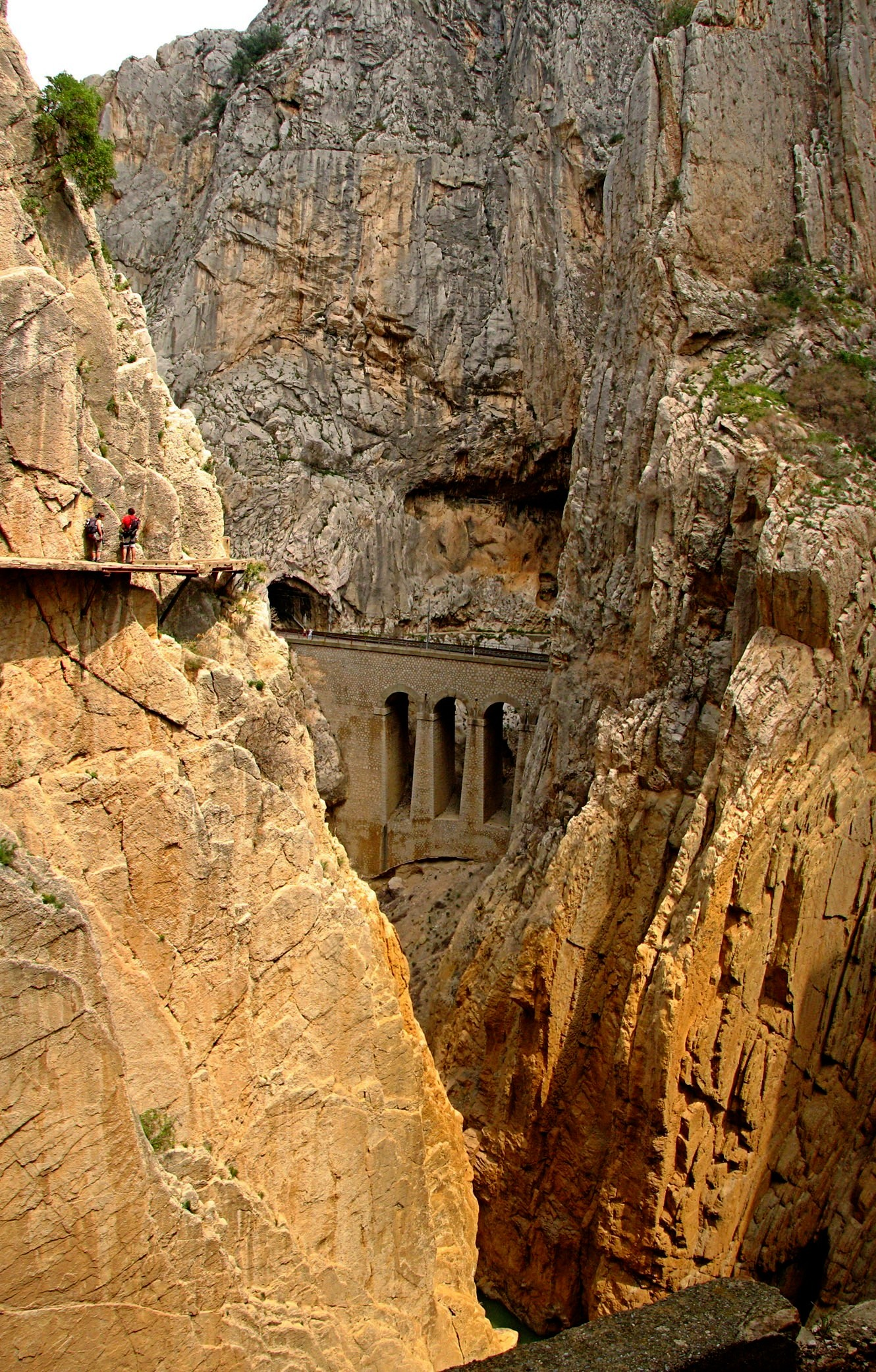
Le Caminito del Rey et le chemin de fer Bobadilla-Malaga.

Le chemin fut construit à partir de 1901 pour les besoins de la construction d'un barrage hydroélectrique aux chutes Chorro et Gaitanejo. La construction prit 4 ans et se termina en 1905.
En 1921, la construction du réservoir Conde del Guadalhorce (es) fut terminée. Le roi Alphonse XIII vint l'inaugurer en empruntant ce chemin, ce qui lui valut son nom. Dès lors, il n'est plus utilisé ni entretenu, et se dégrade peu à peu. Les plaques de béton se désagrègent, sous l'action des intempéries et des chutes de pierres, ayant occasionné de nombreuses fissures et trous dans les plaques, ou laissant uniquement à certains endroits les supports métalliques, rendant le parcours d'autant plus périlleux et vertigineux.
Attirant de nombreux aventuriers inexpérimentés, on y dénombra plusieurs accidents mortels, ce qui poussa le gouvernement local à fermer les deux entrées en 2000, en démolissant sur quelques dizaines de mètres la passerelle en béton existante aux deux extrémités du chemin, afin d'éviter d'autres tragédies. Par la suite, quelques passionnés ont ajouté une via ferrata adjacente artisanale, afin de pouvoir accéder au chemin de manière relativement sécurisée.
En 2006, la communauté autonome d'Andalousie envisage sa restauration et estime le budget à 7 millions d'euros. Le 15 décembre 2010, la province de Malaga lève 8,3 millions d'euros afin d'engager les travaux de restauration dès 2011, pour une durée de trois ans. Mais, à la suite de la crise financière en Espagne en 2011/2012, le projet de restauration est reporté ; le parcours, officiellement interdit (amende pouvant aller jusqu'à 6 000 euros), devenait de plus en plus dégradé avant sa restauration, et dangereux surtout pour quelques rares aventuriers téméraires qui l'effectuaient même parfois sans s'attacher. Les travaux de rénovation ont débuté le 13 mars 2014, pour une durée de 10  mois. Ces travaux consistent en fait à la construction d'une nouvelle passerelle juste au dessus de l'ancienne passerelle en béton et qui aura nécessité la pose de 14 kilomètres de câbles d'acier, de milliers de traverses en bois et d'un million de pièces métalliques. Les techniques de rénovation du Caminito del Rey sont très similaires à celles utilisées lors de sa construction entre 1901 et 1905. Toutefois, afin de conserver au mieux son aspect impressionnant, un balcon au plancher de verre surplombe à un endroit la gorge de Gaitanes à 100 mètres au-dessus de la rivière.
L'ex-chemin surnommé « le plus dangereux du monde » a rouvert son accès au public le 17 mars 2015 après plus d'un an de travaux, devenant entièrement sécurisé et accessible aux familles.

## Notoriété
En 1965, les passerelles du Caminito del Rey ont été utilisées comme décor pour le film L'Express du colonel Von Ryan de Mark Robson, avec Frank Sinatra et Raffaella Carrà.

## Galerie

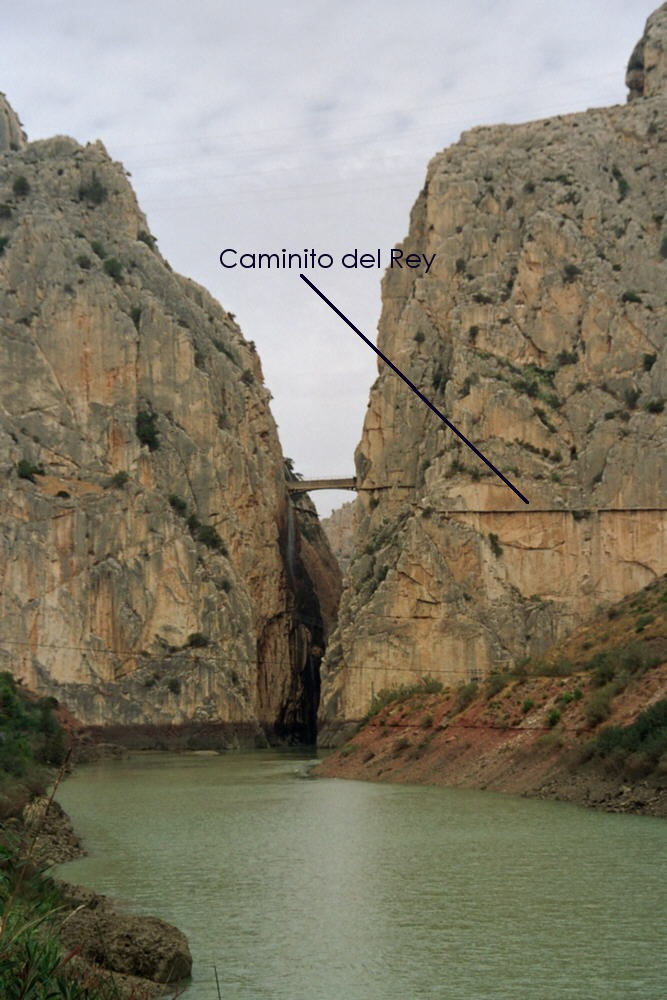
Caminito del Rey à El Chorro (Málaga, Espagne).
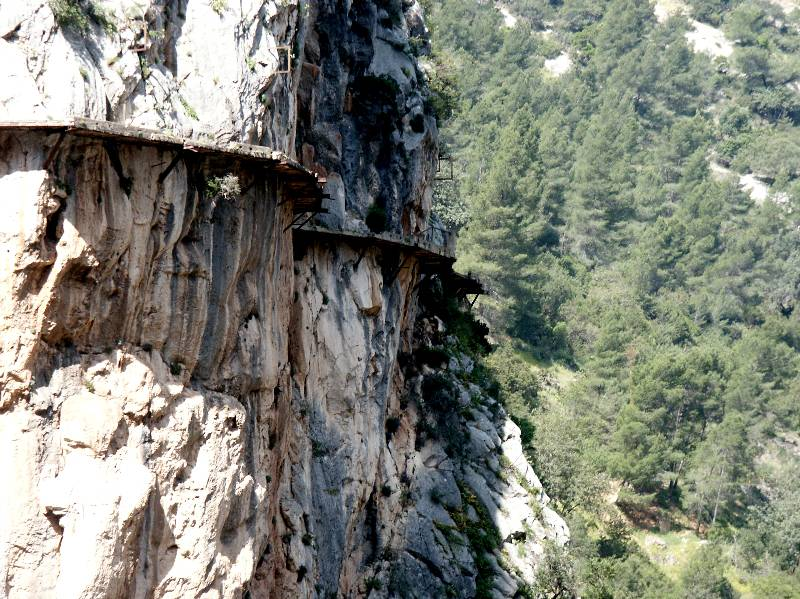
Caminito del Rey à El Chorro (Málaga, Espagne).
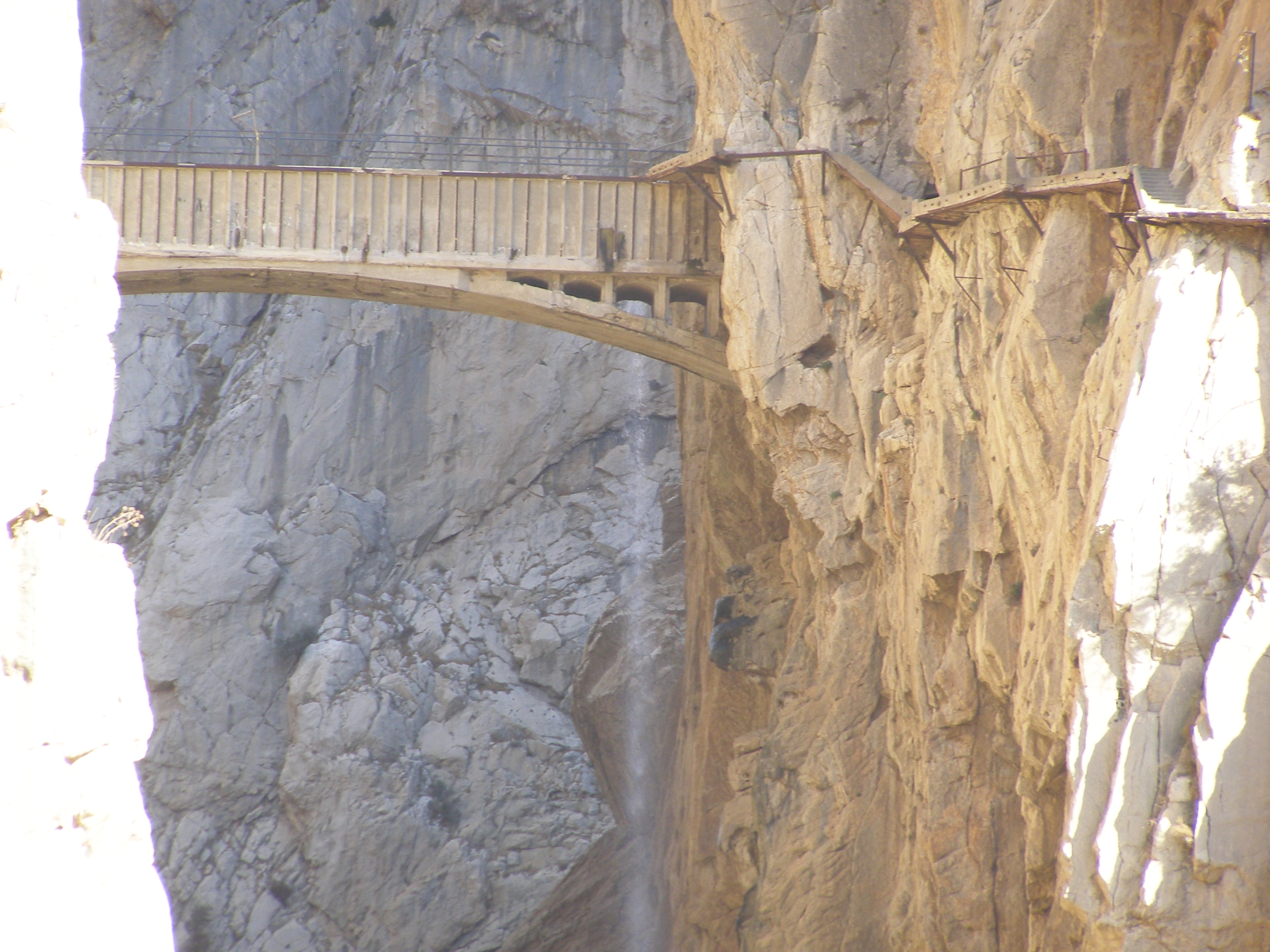
El Chorro - Défilé de Gaitanes.
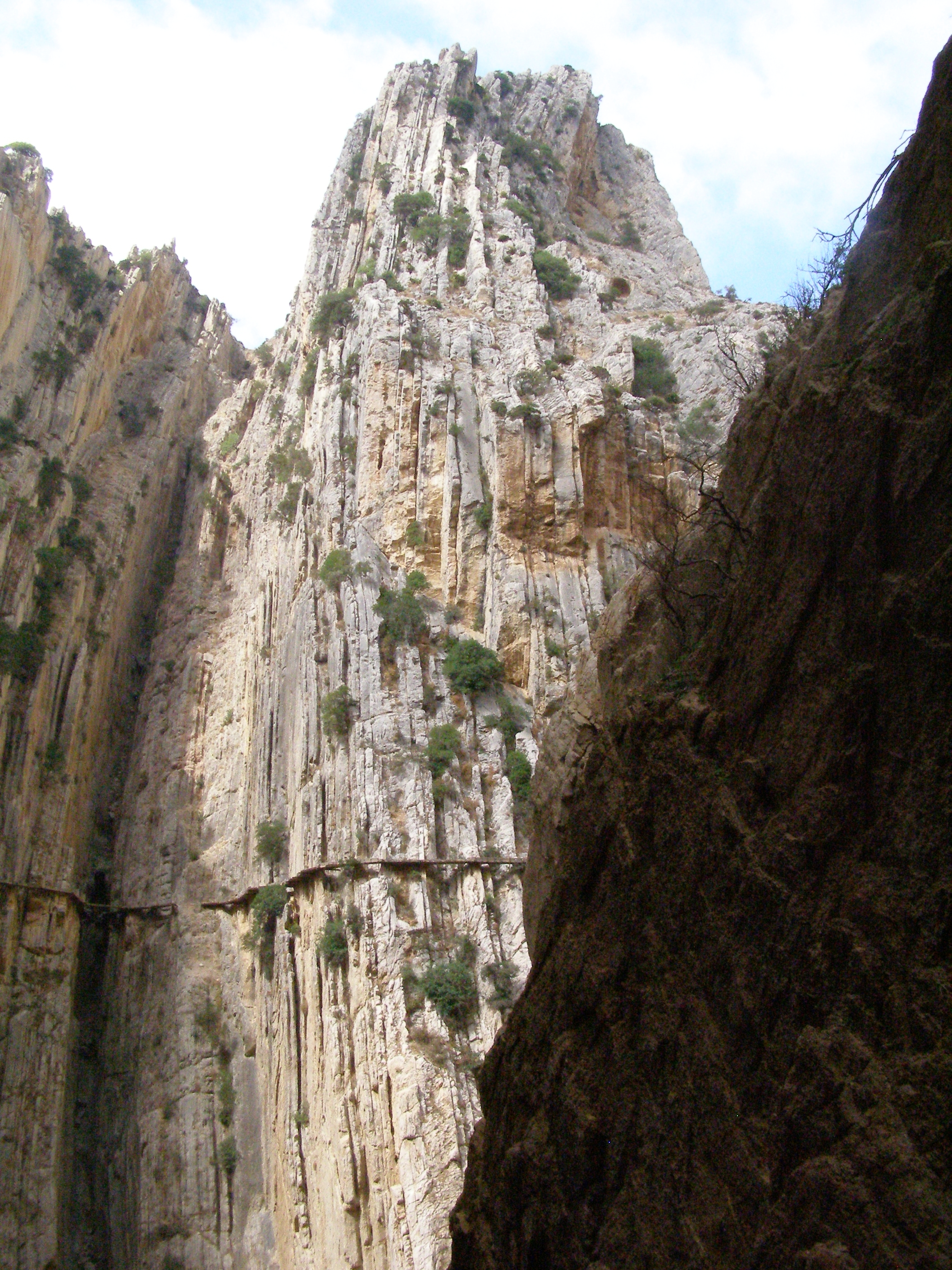
El Chorro - Défilé de Gaitanes.
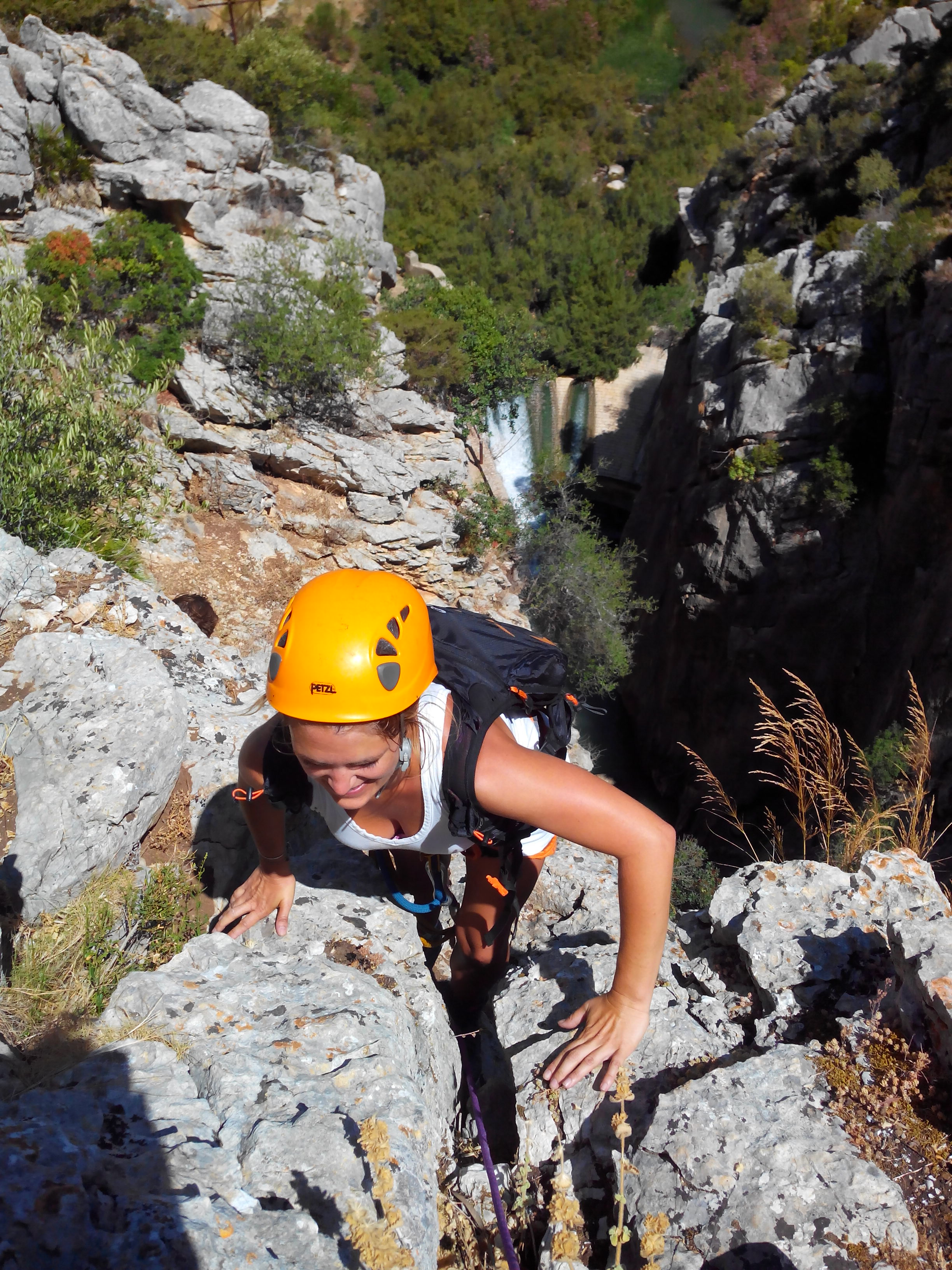
La partie à la corde !
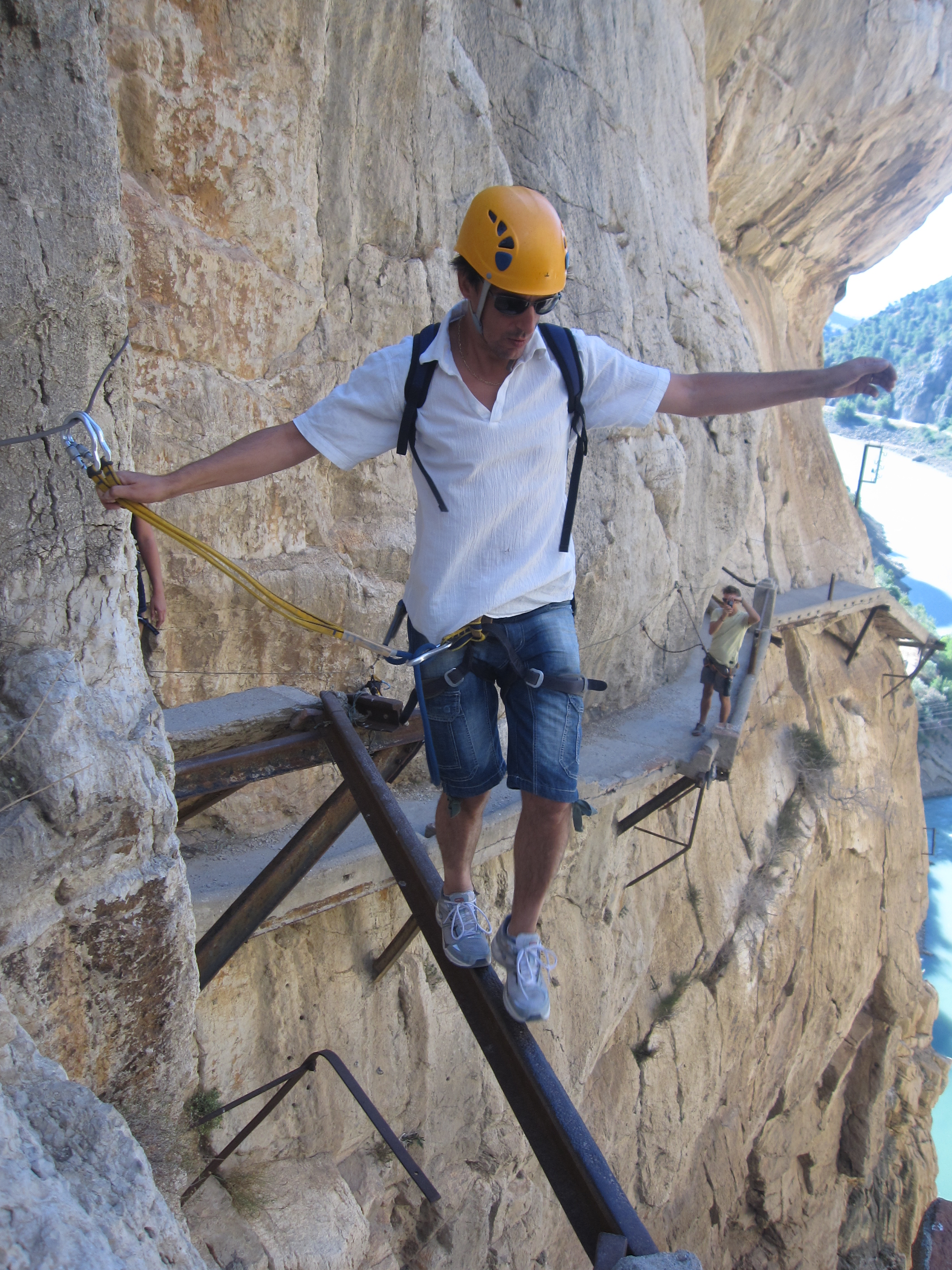
Passage délicat sur "El Caminito Del Rey El Chorro".
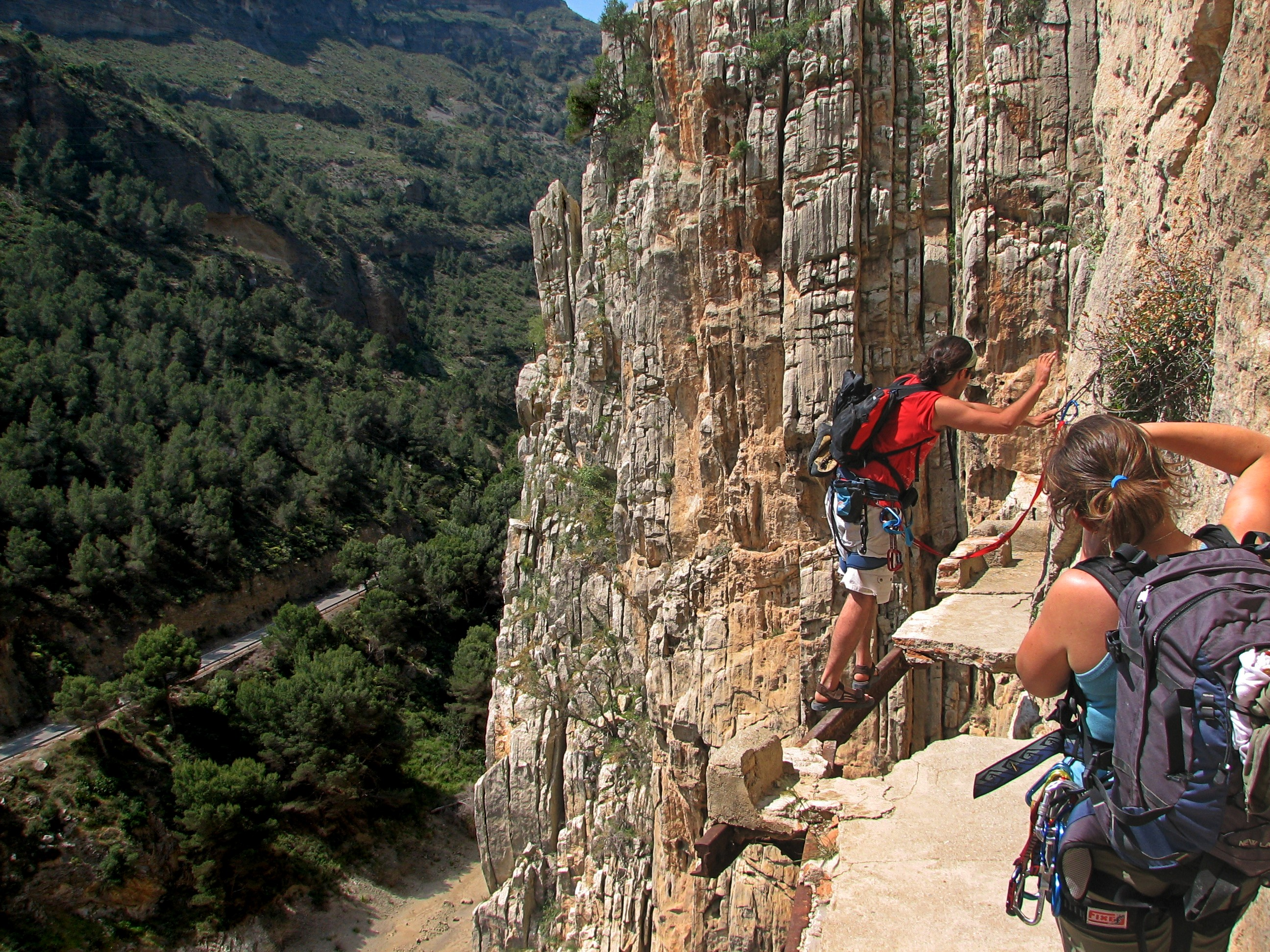
Caminito del Rey : Le cheminement est détruit en plusieurs endroits.
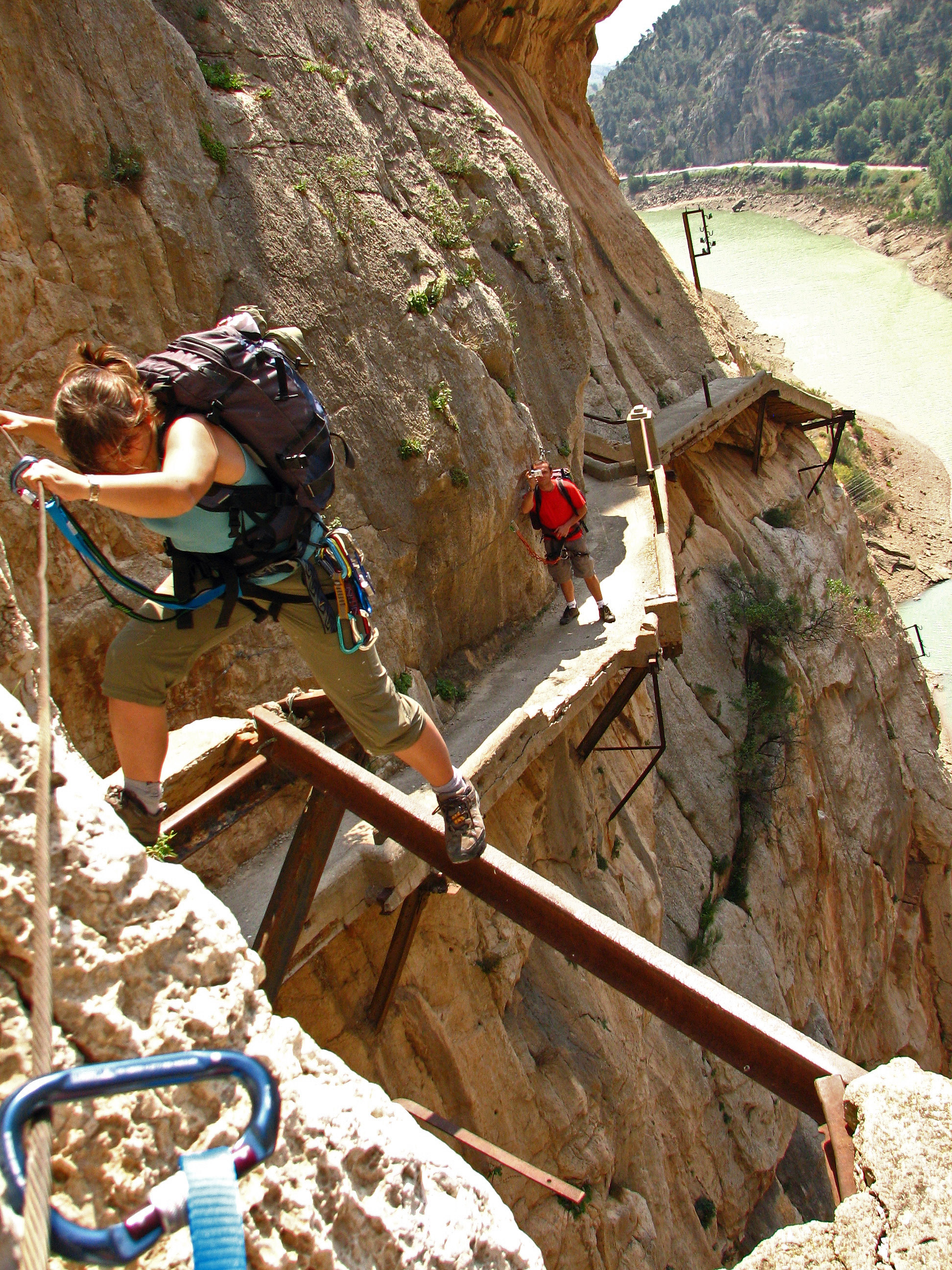
Caminito del Rey : Un de ses passages les plus exposés.